# Sorbus corymbifera
Sorbus corymbifera là loài thực vật có hoa trong họ Hoa hồng. Loài này được (Miq.) Khep & Yakovlev miêu tả khoa học đầu tiên năm 1981.